# Triplophysa bleekeri
Triplophysa bleekeri är en fiskart som först beskrevs av Sauvage och Dabry de Thiersant, 1874.  Triplophysa bleekeri ingår i släktet Triplophysa och familjen grönlingsfiskar. Inga underarter finns listade i Catalogue of Life.